# Transferfönster
Transferfönster, eller registreringsperioden, är en sportterm som främst används inom fotboll och åsyftar den period då en transfer (övergång) av fotbollsspelare mellan klubbar kan ske och då en klubb kan registrera nya spelare hos respektive fotbollsförbund. Man säger att transferfönstret är "öppet" under en period då det är fritt för klubbar och spelare att förhandla samt skriva kontrakt med andra klubbar. Då transferfönstret är "stängt" är det inte möjligt för en spelare som har gällande kontrakt med en klubb att regístrera ett byte till en annan klubb. En spelare kan enbart spela matcher för den klubb han eller hon är registrerad för (med undantag för spelare som under speciella villkor lånats mellan klubbar). 
Inom andra sporter, bland andra baseboll (MLB), basket (NBA) och ishockey (NHL), finns liknande definierade perioder som reglerar när spelarköp eller transfer av spelare mellan klubbar kan ske, men använder då begreppet trade deadline (bytes-tidsgräns). 

## Fotboll
Det internationella fotbollsförbundet Fifa har utarbetat det regelverk som används av ett flertal medlemsländer bland annat Sverige. Fifa har arbetat med transferfönster sedan 2001, men det hade då redan använts i många länder. Fifa har en generell tidsperiod för transferfönstret i Europa då en fotbollssäsong är slut och fram till midnatt den 31 augusti, och det andra från midnatt den 31 december till midnatt den 31 januari. Det är dock upp till varje lands fotbollsförbund att definiera perioden för transferfönstret, och i de nordiska länderna vars säsong spelas vår-höst under samma kalenderår är fönstren från den 1 januari till 31 mars samt 1 augusti till 31 augusti.
I England kan klubbar från The Championship till Football Conference dessutom temporärt låna in spelare från andra klubbar under vissa perioder, den 8 september till 23 november samt 8 februari till 23 mars, det vill säga, under den period då transferfömstret är stängt.